# Laager Point
Der Laager Point (in Chile Punta Campamento, deutsch Lagerspitze) ist eine Landspitze der Byers-Halbinsel am westlichen Ende der Livingston-Insel im Archipel der Südlichen Shetlandinseln. Sie liegt an den President Beaches, die zum Ufer der Bucht New Plymouth gehören.
Chilenische Wissenschaftler nahmen 1971 die Benennung vor. Das UK Antarctic Place-Names Committee übertrug diese Benennung im Jahr 1978 ins Englische.